# Утчине (Довжанський район)
У́ткине (до 1955 року — хутір Уткине) — село в Україні, у Довжанській міській громаді Довжанського району Луганської області. Населення становить 97 осіб.
Знаходиться на тимчасово окупованій території України.

## Географія
Географічні координати: 48°2' пн. ш. 39°35' сх. д. Часовий пояс — UTC+2. Загальна площа села — 17,95 км².
Село розташоване у східній частині Донбасу за 26 км від міста Довжанська. Найближча залізнична станція — Довжанська, за 9 км.

## Історія
Уткине з моменту виникнення в 1907 році по 1955 вважалося хутором, потім отримало статус села.
12 червня 2020 року, відповідно до Розпорядження Кабінету Міністрів України № 717-р «Про визначення адміністративних центрів та затвердження територій територіальних громад Луганської області», увійшло до складу Довжанської міської громади.
17 липня 2020 року, в результаті адміністративно-територіальної реформи та ліквідації  колишніх Довжанського (1938—2020) та Сорокинського районів, увійшло до складу новоутвореного Довжанського району.

## Населення

### Мова
Розподіл населення за рідною мовою за даними перепису 2001 року:
| Мова       | Кількість | Відсоток |
| ---------- | --------- | -------- |
| російська  | 71        | 73.2%    |
| українська | 26        | 26.8%    |
| Усього     | 97        | 100%     |

За даними перепису 2001 року населення села становило 97 осіб, з них 26,8 % зазначили рідною мову українську, а 73,2 % — російську.